# 霍龍達
48°22′43″N 22°34′5″E / 48.37861°N 22.56806°E
霍龍達（烏克蘭語：Горонда），或戈龍達，是烏克蘭西部外喀爾巴阡州穆卡切沃區霍龙达市镇内的村庄及其行政中心。始建於1550年，面積4.31平方公里，海拔高度109米，2008年人口5,630，人口密度每平方公里1,306.26人。